# Акра (Єрусалим)
Акра (арам. Акра, від дав.-гр. κρα, «високе, укріплене місце») — назва одного з кварталів древнього Єрусалиму, так званого «Нижнього міста» (Шук ха-Тахтон), що оточував Верхнє місто (власне Сіон) півколом з півдня.
Це та сама «фортеця Сіону», яку побудував цар Давид і назвав її «містом Давида» (II Цар. V, 7. СР халдейський переклад цього місця).
За часів Макавеїв фортеця ця, панувала над усім іншим містом, була зайнята сирійцями, і коли Симону Хасмонею вдалося прогнати їх звідти, то день цей (23 іяра, травень 141 р до н. е.) був зроблений народним святом (I Макк. XIII, 51; Мегіл. Тааніт II, 3).
В часи царювання Іродів Акра становила найкрасивішу частину міста; в ній були палаци Хасмонеїв, Ірода, адіабенської цариці Єлени, театр, ратуша, міський архів і інш.
Деякі стверджують, що в XI столітті хрестоносці, заволодівши містом, побудували в Акрі будинок для мандрівників, який перебував у віданні братів ордена св. Іоанна, від чого, на їхню думку, орден цей і названий орденом св. Іоанна Акрського. Але думка ця помилкова і заснована на змішуванні Акри з містом Акко.